# 奈須氏
奈須氏（なすし）は、日本の氏族の一つ。

## 江戸幕府医官
奈須氏は源氏を称するが不明。護良親王の末裔が奈須氏の養子となって家を継いだという。室町時代後期までには朝廷に仕えるようになり、受領に昇る者もあった。外科医の家でもあった。安土桃山時代の奈須重貞は狩野松栄の婿となって、一時は狩野氏を称している。その子恒昌は曲直瀬道三に医術を学んで江戸幕府に出仕し、名医と称された。以後、幕府の医師として家業を伝え、江戸時代後期には「本朝医談」の著者としても知られる奈須恒徳（柳村）を輩出している。

## 日向の那須氏（奈須氏）
日向国臼杵郡に那須氏（奈須氏）がある。戦国時代に現在の宮崎県椎葉村を治めた国人で、それぞれ大河内城、小崎城、向山城に拠っていた。那須宗久の末裔を称する。のち神門地方（現在の美郷町南郷）に進出した奈須氏があり、『日向記』に神門三方（星原城、借屋城、田爪城）領主として小崎右近将監、水志谷城主として奈須九右衛門尉の名がある。また相良氏に仕えた那須氏があり、江戸時代には人吉藩家老などを務めた。